# Abierto de Estados Unidos 2017
El Abierto de los Estados Unidos (o US Open) se llevó a cabo en las canchas de superficie dura del USTA Billie Jean King National Tennis Center de Flushing Meadows, Nueva York, Estados Unidos, entre el 28 de agosto y el 10 de septiembre de 2017. Fue un evento de la Federación Internacional de Tenis (ITF, por sus siglas en inglés) que forma parte del Tour Mundial de la ATP de 2017 y del Tour de la WTA de 2017 bajo la categoría de Grand Slam. Además de ser la 137.ª edición del Abierto, este fue el cuarto y último torneo del Grand Slam del año.
El torneo se disputó en las 17 canchas de pista dura de DecoTurf del National Tennis Center, que incluye las tres canchas principales: Estadio Arthur Ashe, Estadio Louis Armstrong y el Grandstand.
Angelique Kerber no pudo defender su título tras caer derrotada en la primera ronda. Stan Wawrinka tampoco pudo defender su título al no participar en esta edición debido a una lesión previa en la rodilla.
La revelación del torneo en el cuadro individual femenino, Sloane Stephens, conquistó su primer título de Grand Slam. Cabe reseñar que esta jugadora ocupaba el puesto 957 del ranking mundial a 31 de julio de 2017.
El campeón de esta edición, Rafael Nadal, ha conquistado (además de Roland Garros) su segundo Grand Slam en 2017, ampliando así su ventaja como líder del ranking mundial de tenis. Con este nuevo título alcanza la cifra de 16 Grand Slam ganados, afianzándose en el segundo lugar (por detrás de Roger Federer) de la lista histórica de ganadores de Grand Slam.

## Puntos y premios

### Distribución de puntos

#### Séniors
| Evento               | G    | F    | SF  | CF  | R16 | R32 | R64 | R128 | C  | C3 | C2 | C1 |
| Individual masculino | 2000 | 1200 | 720 | 360 | 180 | 90  | 45  | 10   | 25 | 16 | 8  | 0  |
| Dobles masculino     | 2000 | 1200 | 720 | 360 | 180 | 90  | 0   | —    | —  | —  | —  | —  |
| Individual femenino  | 2000 | 1300 | 780 | 430 | 240 | 130 | 70  | 10   | 40 | 30 | 20 | 2  |
| Dobles femenino      | 2000 | 1300 | 780 | 430 | 240 | 130 | 10  | —    | —  | —  | —  | —  |

| Evento           | G   | F   | SF  | CF  |
| Individual       | 800 | 500 | 375 | 100 |
| Dobles           | 800 | 500 | 100 | —   |
| Quad* Individual | 800 | 500 | 375 | 100 |
| Quad* Dobles     | 800 | 100 | —   | —   |

| Evento               | G   | F   | SF  | CF  | R16 | R32 | C  | C3 |
| Individual masculino | 375 | 270 | 180 | 120 | 75  | 30  | 25 | 20 |
| Individual femenino  | 375 | 270 | 180 | 120 | 75  | 30  | 25 | 20 |
| Dobles masculino     | 270 | 180 | 120 | 75  | 45  | —   | —  | —  |
| Dobles femenino      | 270 | 180 | 120 | 75  | 45  | —   | —  | —  |

### Premios monetarios
| Evento                        | G           | F           | SF        | CF        | R16       | R32       | R64      | R128     | C3       | C2       | C1      |
| Individual                    | $ 3 700 000 | $ 1 825 000 | $ 920 000 | $ 470 000 | $ 253 625 | $ 144 000 | $ 86 000 | $ 50 000 | $ 16 350 | $ 10 900 | $ 5 606 |
| Dobles                        | $ 675 000   | $ 340 000   | $ 160 000 | $ 82 000  | $ 44 000  | $ 26 500  | $ 16 500 | —        | —        | —        | —       |
| Dobles mixto                  | $ 150 000   | $ 70 000    | $ 30 000  | $ 15 000  | $ 10 000  | $ 5 000   | —        | —        | —        | —        | —       |
| Individual en silla de ruedas | $ 30 000    | $ 15 500    | $ 10 500  | $ 8000    | —         | —         | —        | —        | —        | —        | —       |
| Dobles en silla de ruedas     | $ 15 000    | $ 7750      | $ 5250    | $ 4000    | —         | —         | —        | —        | —        | —        | —       |
| Dobles por invitación         | $ 22 000    | $ 19 000    | $ 16 000  | $ 15 000  | $ 14 000  | —         | —        | —        | —        | —        | —       |

## Actuación de los jugadores en el torneo

### Individual masculino
| Campeón                        | Campeón                    | Finalista                | Finalista                 |
| ------------------------------ | -------------------------- | ------------------------ | ------------------------- |
| Rafael Nadal                   | Rafael Nadal               | Kevin Anderson           | Kevin Anderson            |
| Semifinalistas                 |                            |                          |                           |
| Juan Martín Del Potro (24)     | Juan Martín Del Potro (24) | Pablo Carreño (12)       | Pablo Carreño (12)        |
| Eliminados en cuartos de final |                            |                          |                           |
| Roger Federer (3)              | Andréi Rubliov             | Sam Querrey (17)         | Diego Schwartzman (29)    |
| Eliminados en cuarta ronda     |                            |                          |                           |
| Philipp Kohlschreiber (33)     | Dominic Thiem (6)          | Alexandr Dolgopolov      | David Goffin (9)          |
| Mischa Zverev (23)             | Paolo Lorenzi              | Lucas Pouille (16)       | Denis Shapovalov (Q)      |
| Eliminados en tercera ronda    |                            |                          |                           |
| Mikhail Kukushkin (Q)          | Marin Čilić (5)            | Kyle Edmund              | Nicolas Mahut (Q)         |
| Borna Ćorić                    | Thomas Fabbiano            | John Isner (10)          | Radu Albot (Q)            |
| Roberto Bautista (11)          | Adrian Mannarino (30)      | John Millman (PR)        | Feliciano López (31)      |
| Damir Džumhur                  | Gaël Monfils (18)          | Viktor Troicki           | Leonardo Mayer (LL)       |
| Eliminados en segunda ronda    |                            |                          |                           |
| Florian Mayer                  | Janko Tipsarević           | Yevgueni Donskoi         | Jared Donaldson           |
| Cameron Norrie (Q)             | Albert Ramos (20)          | Steve Johnson            | Jo-Wilfried Tsonga (8)    |
| Alexander Zverev (4)           | Ernests Gulbis (PR)        | Gilles Müller (19)       | Jordan Thompson           |
| Hyeon Chung                    | Benoît Paire               | Yen-Hsun Lu              | Dudi Sela                 |
| Taylor Fritz (WC)              | Bjorn Fratangelo (WC)      | Adrián Menéndez (Q)      | Dustin Brown              |
| Malek Jaziri                   | Santiago Giraldo           | Fernando Verdasco        | Mijaíl Yuzhny             |
| Grigor Dimitrov (7)            | Cedrik-Marcel Stebe (Q)    | Donald Young             | Guido Pella               |
| Tomáš Berdych (15)             | Stefano Travaglia          | Yuichi Sugita            | Taro Daniel               |
| Eliminados en primera ronda    |                            |                          |                           |
| Tennys Sandgren                | Rogério Dutra da Silva     | Thanasi Kokkinakis (PR)  | Carlos Berlocq            |
| David Ferrer (21)              | Andreas Haider-Maurer (PR) | Nikoloz Basilashvili     | Ruben Bemelmans           |
| Evan King (Q)                  | Dmitry Tursunov (PR)       | Márton Fucsovics         | Denis Istomin             |
| Robin Haase (32)               | Nicolás Almagro            | Daniil Medvédev          | Marius Copil              |
| Darian King (Q)                | Jiří Veselý                | Alessandro Giannessi     | J.C. Aragone (Q)          |
| Bernard Tomic                  | João Sousa                 | John-Patrick Smith (Q)   | Jack Sock (13)            |
| Pierre-Hugues Herbert          | Horacio Zeballos           | Lukáš Lacko (LL)         | Thai-Son Kwiatkowski (WC) |
| Karen Jachanov (25)            | Ernesto Escobedo           | Christopher Eubanks (WC) | Gilles Simon              |
| Álex de Miñaur (WC)            | Marcos Baghdatis           | Ivo Karlović             | Ričardas Berankis (PR)    |
| Henri Laaksonen                | Patrick Kypson (WC)        | Thomaz Bellucci          | Andreas Seppi             |
| Nick Kyrgios (14)              | Thiago Monteiro            | Vincent Millot (Q)       | Tim Smyczek (Q)           |
| Andrey Kuznetsov               | Vasek Pospisil             | Blaž Kavčič              | Frances Tiafoe            |
| Václav Šafránek (Q)            | Aljaž Bedene               | Nicolás Kicker           | Pablo Cuevas (27)         |
| Jérémy Chardy                  | Maximilian Marterer (Q)    | Steve Darcis             | Julien Benneteau          |
| Ryan Harrison                  | Jan-Lennard Struff         | Norbert Gomboš           | Fabio Fognini (22)        |
| Richard Gasquet (26)           | Geoffrey Blancaneaux (WQ)  | Tommy Paul (WQ)          | Dušan Lajović             |

### Individual femenino
| Campeona                       | Campeona                  | Finalista                | Finalista                      |
| ------------------------------ | ------------------------- | ------------------------ | ------------------------------ |
| Sloane Stephens                | Sloane Stephens           | Madison Keys             | Madison Keys                   |
| Semifinalistas                 |                           |                          |                                |
| Coco Vandeweghe [20]           | Coco Vandeweghe [20]      | Venus Williams [9]       | Venus Williams [9]             |
| Eliminadas en cuartos de final |                           |                          |                                |
| Kaia Kanepi                    | Karolína Plíšková [1]     | Petra Kvitova [13]       | Anastasija Sevastova [16]      |
| Eliminadas en cuarta ronda     |                           |                          |                                |
| Jennifer Brady                 | Lucie Šafářová            | Elina Svitolina [4]      | Daria Kasátkina                |
| Carla Suárez                   | Garbiñe Muguruza [3]      | Julia Goerges [30]       | María Sharápova [WC]           |
| Eliminadas en tercera ronda    |                           |                          |                                |
| Shuai Zhang [27]               | Monica Niculescu          | Agnieszka Radwańska [10] | Kurumi Nara                    |
| Shelby Rogers                  | Yelena Vesnina [17]       | Jeļena Ostapenko [12]    | Naomi Osaka                    |
| Yekaterina Makarova            | Maria Sakkari             | Caroline Garcia [18]     | Magdaléna Rybáriková [31]      |
| Aleksandra Krunić              | Ashleigh Barty            | Donna Vekić              | Sofia Kenin [WC]               |
| Eliminadas en segunda ronda    |                           |                          |                                |
| Nicole Gibbs [Q]               | Risa Ozaki                | Barbora Strýcová [23]    | Ana Bogdan                     |
| Yulia Putintseva               | Ons Jabeur                | Nao Hibino               | Svetlana Kuznetsova [8]        |
| Evgeniya Rodina                | Daria Gavrilova [25]      | Kirsten Flipkens         | Tatjana Maria                  |
| Sorana Cîrstea                 | Christina McHale          | Yanina Wickmayer         | Denisa Allertová               |
| Caroline Wozniacki [5]         | Mirjana Lučić-Baroni [29] | Arina Rodionova [WC]     | Océane Dodin                   |
| Alizé Cornet                   | Ekaterina Alexandrova     | Kristýna Plíšková        | Duan Yingying                  |
| Ajla Tomljanović [PR]          | Saisai Zheng              | Aliaksandra Sasnovich    | Dominika Cibulková [11]        |
| Kateryna Kozlova [Q]           | Shuai Peng [22]           | Sachia Vickery [Q]       | Tímea Babos                    |
| Eliminadas en primera ronda    |                           |                          |                                |
| Magda Linette                  | Verónica Cepede Royg      | Danielle Lao [Q]         | Sabine Lisicki [PR]            |
| Misaki Doi                     | Andrea Petković           | Taylor Townsend [WC]     | Kristina Mladenovic [14]       |
| Petra Martić                   | Sofya Zhuk [Q]            | Brienne Minor [WC]       | Alison Riske                   |
| Anett Kontaveit [26]           | Catherine Bellis          | Sara Sorribes            | Markéta Vondroušová            |
| Kateřina Siniaková             | Eugénie Bouchard          | Kayla Day [WC]           | Allie Kiick [Q]                |
| Anna Blinkova [Q]              | Madison Brengle           | Ashley Kratzer [WC]      | Elise Mertens                  |
| Lara Arruabarrena              | Lesley Kerkhove [Q]       | Qiang Wang               | Anastasiya Pavliuchenkova [19] |
| Lesia Tsurenko [28]            | Francesca Schiavone       | Rebecca Peterson [Q]     | Angelique Kerber [6]           |
| Mihaela Buzărnescu [Q]         | Mona Barthel              | İpek Soylu [Q]           | Mónica Puig                    |
| Kiki Bertens [24]              | Richèl Hogenkamp          | Pauline Parmentier       | Viktória Kužmová [Q]           |
| Jelena Janković                | Heather Watson            | Anna Zaja [Q]            | Tereza Martincová [Q]          |
| Camila Giorgi                  | Misa Eguchi [PR]          | Claire Liu [Q]           | Varvara Lepchenko              |
| Johanna Konta [7]              | Johanna Larsson           | Alison Van Uytvanck      | Annika Beck                    |
| Ana Konjuh [21]                | Julia Boserup             | Roberta Vinci            | Jana Čepelová                  |
| Carina Witthöft                | Irina-Camelia Begu        | Beatriz Haddad Maia      | Amandine Hesse [WC]            |
| Lauren Davis [32]              | Natalia Vikhlyantseva     | Viktorija Golubic        | Simona Halep [2]               |

## Sumario

### Día 1 (28 de agosto)
- Cabezas de serie eliminados:
  - Individual masculino:  Jack Sock [13],  David Ferrer [21],  Karen Jachanov [25],  Robin Haase [32]
  - Individual femenino:  Simona Halep [2],  Johanna Konta [7],  Ana Konjuh [21],  Kiki Bertens [24],  Lauren Davis [32]
- Orden de juego

| Partidos en las canchas principales                  | Partidos en las canchas principales | Partidos en las canchas principales | Partidos en las canchas principales |
| Partidos en el Arthur Ashe Stadium                   | Partidos en el Arthur Ashe Stadium  | Partidos en el Arthur Ashe Stadium  | Partidos en el Arthur Ashe Stadium  |
| Evento                                               | Ganador                             | Perdedor                            | Marcador                            |
| ---------------------------------------------------- | ----------------------------------- | ----------------------------------- | ----------------------------------- |
| Individual femenino - Primera ronda                  | Garbiñe Muguruza [3]                | Varvara Lepchenko                   | 6-0, 6-3                            |
| Individual masculino - Primera ronda                 | Marin Čilić [5]                     | Tennys Sandgren                     | 6-4, 6-3, 3-6, 6-3                  |
| Individual femenino - Primera ronda                  | Venus Williams [9]                  | Viktória Kužmová [Q]                | 6-3, 3-6, 6-2                       |
| Individual femenino - Primera ronda                  | María Sharápova [WC]                | Simona Halep [2]                    | 6-4, 4-6, 6-3                       |
| Individual masculino - Primera ronda                 | Alexander Zverev [4]                | Darian King [Q]                     | 7-6(11-9), 7-5, 6-4                 |
| Partidos en el Louis Armstrong Stadium               |                                     |                                     |                                     |
| Evento                                               | Ganador                             | Perdedor                            | Marcador                            |
| Individual femenino - Primera ronda                  | Petra Kvitová [13]                  | Jelena Janković                     | 7-5, 7-5                            |
| Individual masculino - Primera ronda                 | John Isner [10]                     | Pierre-Hugues Herbert               | 6-1, 6-3, 4-6, 6-3                  |
| Individual femenino - Primera ronda                  | Sloane Stephens [PR]                | Roberta Vinci                       | 7-5, 6-1                            |
| Individual masculino - Primera ronda                 | Jordan Thompson                     | Jack Sock [13]                      | 6-2, 7-6(14-12), 1-6, 5-7, 6-4      |
| Partidos en Grandstand                               |                                     |                                     |                                     |
| Evento                                               | Ganador                             | Perdedor                            | Marcador                            |
| Individual masculino - Primera ronda                 | Steve Johnson                       | Nicolás Almagro                     | 6-4, 7-6(7-2), 7-6(7-5)             |
| Individual femenino - Primera ronda                  | Aleksandra Krunić                   | Johanna Konta [7]                   | 4-6, 6-3, 6-4                       |
| Individual masculino - Primera ronda                 | Sam Querrey [17]                    | Gilles Simon                        | 6-4, 6-3, 6-4                       |
| Individual femenino - Primera ronda                  | Caroline Wozniacki [5]              | Mihaela Buzărnescu [Q]              | 6-1, 7-5                            |
| Fondo de color indica un partido de la rama femenina |                                     |                                     |                                     |

### Día 2 (29 de agosto)
- Cabezas de serie eliminados:
  - Individual masculino: No hubo
  - Individual femenino:  Angelique Kerber [6],  Lesia Tsurenko [28]
- Orden de juego

| Partidos en las canchas principales                                                                       | Partidos en las canchas principales | Partidos en las canchas principales | Partidos en las canchas principales                         |
| Partidos en el Arthur Ashe Stadium                                                                        | Partidos en el Arthur Ashe Stadium  | Partidos en el Arthur Ashe Stadium  | Partidos en el Arthur Ashe Stadium                          |
| Evento | Ganador                             | Perdedor                            | Marcador                                                    |
| --- | ----------------------------------- | ----------------------------------- | ----------------------------------------------------------- |
| Individual femenino - Primera ronda                                                                       | Karolína Plíšková [1]               | Magda Linette                       | 6-2, 6-1                                                    |
| Individual femenino - Primera ronda                                                                       | Naomi Osaka                         | Angelique Kerber [6]                | 6-3, 6-1                                                    |
| Individual masculino - Primera ronda                                                                      | Rafael Nadal [1]                    | Dušan Lajović                       | 7-6(8-6), 6-2, 6-2                                          |
| Individual femenino - Primera ronda                                                                       | Jeļena Ostapenko [12]               | Lara Arruabarrena                   | 6-2, 1-6, 6-1 • Partido iniciado en Pista 17: 6-2, 1-6, 3-1 |
| Individual femenino - Primera ronda                                                                       | Madison Keys [15]                   | Elise Mertens                       | 6-3, 7-6(8-6)                                               |
| Individual masculino - Primera ronda                                                                      | Roger Federer [3]                   | Frances Tiafoe                      | 4-6, 6-2, 6-1, 1-6, 6-4                                     |
| Partidos en el Louis Armstrong Stadium (1 partido suspendido y el resto cancelados, a causa de la lluvia) |                                     |                                     |                                                             |
| Partidos en Grandstand (1 partido suspendido y el resto cancelados, a causa de la lluvia)                 |                                     |                                     |                                                             |
| Fondo de color indica un partido de la rama femenina                                                      |                                     |                                     |                                                             |

### Día 3 (30 de agosto)
- Cabezas de serie eliminados:
  - Individual masculino:  Alexander Zverev [4],  Jo-Wilfried Tsonga [8],  Nick Kyrgios [14],  Gilles Müller [19],  Albert Ramos [20],  Fabio Fognini [22],  Richard Gasquet [26],  Pablo Cuevas [27]
  - Individual femenino:  Caroline Wozniacki [5],  Dominika Cibulková [11],  Kristina Mladenovic [14],  Anastasiya Pavliuchenkova [19],  Shuai Peng [22],  Anett Kontaveit [26],  Mirjana Lučić-Baroni [29]
- Orden de juego

| Partidos en las canchas principales                  | Partidos en las canchas principales | Partidos en las canchas principales | Partidos en las canchas principales                                   |
| Partidos en el Arthur Ashe Stadium                   | Partidos en el Arthur Ashe Stadium  | Partidos en el Arthur Ashe Stadium  | Partidos en el Arthur Ashe Stadium                                    |
| Evento                                               | Ganador                             | Perdedor                            | Marcador                                                              |
| ---------------------------------------------------- | ----------------------------------- | ----------------------------------- | --------------------------------------------------------------------- |
| Individual femenino - Primera ronda                  | Evgeniya Rodina                     | Eugénie Bouchard                    | 7-6(7-2), 6-1                                                         |
| Individual masculino - Primera ronda                 | Juan Martín del Potro [24]          | Henri Laaksonen                     | 6-4, 7-6(7-3), 7-6(7-5)                                               |
| Individual femenino - Segunda ronda                  | María Sharápova [WC]                | Tímea Babos                         | 6-7(4-7), 6-4, 6-1                                                    |
| Individual femenino - Segunda ronda                  | Venus Williams [9]                  | Océane Dodin                        | 7-5, 6-4                                                              |
| Individual masculino - Segunda ronda                 | Denis Shapovalov [Q]                | Jo-Wilfried Tsonga [8]              | 6-4. 6-4, 7-6(7-3)                                                    |
| Partidos en el Louis Armstrong Stadium               |                                     |                                     |                                                                       |
| Evento                                               | Ganador                             | Perdedor                            | Marcador                                                              |
| Individual femenino - Primera ronda                  | Elina Svitolina [4]                 | Kateřina Siniaková                  | 6-0, 6-7(5-7), 6-3 • Reanudado tras el 6-0, 6-6(2-1) del día anterior |
| Individual masculino - Primera ronda                 | John Millman [PR]                   | Nick Kyrgios [14]                   | 6-3, 1-6, 6-4, 6-1                                                    |
| Individual femenino - Primera ronda                  | Coco Vandeweghe [20]                | Alison Riske                        | 2-6, 6-3, 6-4                                                         |
| Individual masculino - Segunda ronda                 | John Isner [10]                     | Hyeon Chung                         | 6-3, 6-4, 7-5                                                         |
| Individual masculino - Segunda ronda                 | Kyle Edmund                         | Steve Johnson                       | 7-5, 6-2, 7-6(7-4)                                                    |
| Partidos en Grandstand                               |                                     |                                     |                                                                       |
| Evento                                               | Ganador                             | Perdedor                            | Marcador                                                              |
| Individual masculino - Primera ronda                 | Dominic Thiem [6]                   | Álex de Miñaur [WC]                 | 6-4, 6-1, 6-1 • Reanudado tras el 6-4, 6-1, 1-0 del día anterior      |
| Individual masculino - Primera ronda                 | Grigor Dimitrov [7]                 | Václav Šafránek [Q]                 | 6-1, 6-4, 6-2                                                         |
| Individual femenino - Primera ronda                  | Svetlana Kuznetsova [8]             | Markéta Vondroušová                 | 4-6, 6-4, 7-6(7-2)                                                    |
| Individual femenino - Primera ronda                  | Daria Gavrilova [25]                | Allie Kiick [Q]                     | 6-2, 6-1                                                              |
| Individual masculino - Segunda ronda                 | Borna Ćorić                         | Alexander Zverev [4]                | 3-6, 7-5, 7-6(7-1), 7-6(7-4)                                          |
| Individual femenino - Segunda ronda                  | Garbiñe Muguruza [3]                | Duan Yingying                       | 6-4, 6-0                                                              |
| Fondo de color indica un partido de la rama femenina |                                     |                                     |                                                                       |

### Día 4 (31 de agosto)
- Cabezas de serie eliminados:
  - Individual masculino:  Grigor Dimitrov [7],  Tomáš Berdych [15]
  - Individual femenino:  Svetlana Kuznetsova [8],  Barbora Strýcová [23],  Daria Gavrilova [25]
  - Dobles masculino:  Raven Klaasen /  Rajeev Ram [7],  Ryan Harrison /  Michael Venus [8]
  - Dobles femenino:  Anna-Lena Grönefeld /  Květa Peschke [8],  Abigail Spears /  Katarina Srebotnik [10],  Makoto Ninomiya /  Renata Voráčová [15]
  - Dobles mixto: No hubo
- Orden de juego

| Partidos en las canchas principales                  | Partidos en las canchas principales | Partidos en las canchas principales | Partidos en las canchas principales |
| Partidos en el Arthur Ashe Stadium                   | Partidos en el Arthur Ashe Stadium  | Partidos en el Arthur Ashe Stadium  | Partidos en el Arthur Ashe Stadium  |
| Evento                                               | Ganador                             | Perdedor                            | Marcador                            |
| ---------------------------------------------------- | ----------------------------------- | ----------------------------------- | ----------------------------------- |
| Individual femenino - Segunda ronda                  | Elina Svitolina [4]                 | Evgeniya Rodina                     | 6-4, 6-4                            |
| Individual femenino - Segunda ronda                  | Karolína Plíšková [1]               | Nicole Gibbs [Q]                    | 2-6, 6-3, 6-4                       |
| Individual masculino - Segunda ronda                 | Roger Federer [3]                   | Mijaíl Yuzhny                       | 6-1, 6-7(3-7), 4-6, 6-4, 6-2        |
| Individual femenino - Segunda ronda                  | Coco Vandeweghe [20]                | Ons Jabeur                          | 7-6(8-6), 6-2                       |
| Individual masculino - Segunda ronda                 | Rafael Nadal [1]                    | Taro Daniel                         | 4-6, 6-3, 6-2, 6-2                  |
| Partidos en el Louis Armstrong Stadium               |                                     |                                     |                                     |
| Evento                                               | Ganador                             | Perdedor                            | Marcador                            |
| Individual femenino - Segunda ronda                  | Jeļena Ostapenko [12]               | Sorana Cîrstea                      | 6-4, 6-4                            |
| Individual masculino - Segunda ronda                 | Andréi Rubliov                      | Grigor Dimitrov [7]                 | 7-5, 7-6(7-3), 6-3                  |
| Individual masculino - Segunda ronda                 | Dominic Thiem [6]                   | Taylor Fritz [WC]                   | 6-4, 6-4, 4-6, 7-5                  |
| Individual femenino - Segunda ronda                  | Madison Keys [15]                   | Tatjana Maria                       | 6-3, 6-4                            |
| Partidos en Grandstand                               |                                     |                                     |                                     |
| Evento                                               | Ganador                             | Perdedor                            | Marcador                            |
| Individual femenino - Segunda ronda                  | Jennifer Brady                      | Barbora Strýcová [23]               | 6-1, 6-1                            |
| Individual masculino - Segunda ronda                 | Juan Martín del Potro [24]          | Adrián Menéndez [Q]                 | 6-2, 6-3, 7-6(7-3)                  |
| Individual masculino - Segunda ronda                 | Gaël Monfils [18]                   | Donald Young                        | 6-3, 6-7(3-7), 6-4, 2-6, 7-5        |
| Individual femenino - Segunda ronda                  | Kurumi Nara                         | Svetlana Kuznetsova [8]             | 6-3, 3-6, 6-3                       |
| Fondo de color indica un partido de la rama femenina |                                     |                                     |                                     |

### Día 5 (1 de septiembre)
- Cabezas de serie eliminados:
  - Individual masculino:  Marin Čilić [5],  John Isner [10],
  - Individual femenino:  Caroline Garcia [18],  Magdaléna Rybáriková [31]
  - Dobles masculino:  Łukasz Kubot /  Marcelo Melo [2],  Pierre-Hugues Herbert /  Nicolas Mahut [3],  Rohan Bopanna /  Pablo Cuevas [10],  Brian Baker /  Nikola Mektić [13],  Santiago González /  Donald Young [15],  Sam Groth /  Aisam-ul-Haq Qureshi [16]
  - Dobles femenino: No hubo
  - Dobles mixto:  Sania Mirza /  Ivan Dodig [2],  Casey Dellacqua /  Rajeev Ram [5],  Andrea Hlaváčková /  Édouard Roger-Vasselin [6]
- Orden de juego

| Partidos en las canchas principales                  | Partidos en las canchas principales  | Partidos en las canchas principales | Partidos en las canchas principales |
| Partidos en el Arthur Ashe Stadium                   | Partidos en el Arthur Ashe Stadium   | Partidos en el Arthur Ashe Stadium  | Partidos en el Arthur Ashe Stadium  |
| Evento                                               | Ganador                              | Perdedor                            | Marcador                            |
| ---------------------------------------------------- | ------------------------------------ | ----------------------------------- | ----------------------------------- |
| Individual femenino - Tercera ronda                  | Petra Kvitová [13]                   | Caroline Garcia [18]                | 6-0, 6-4                            |
| Individual masculino - Tercera ronda                 | Denis Shapovalov [Q]                 | Kyle Edmund                         | 3-6, 6-3, 6-3, 1-0, ret.            |
| Individual femenino - Tercera ronda                  | Venus Williams [9]                   | Maria Sakkari                       | 6-3, 6-4                            |
| Individual masculino - Tercera ronda                 | Mischa Zverev [23]                   | John Isner [10]                     | 6-4, 6-3, 7-6(7-5)                  |
| Individual femenino - Tercera ronda                  | María Sharápova [WC]                 | Sofia Kenin [WC]                    | 7-5, 6-2                            |
| Partidos en el Louis Armstrong Stadium               |                                      |                                     |                                     |
| Evento                                               | Ganador                              | Perdedor                            | Marcador                            |
| Individual masculino - Tercera ronda                 | Pablo Carreño [12]                   | Nicolas Mahut [Q]                   | 6-3, 6-4, 6-3                       |
| Individual femenino - Tercera ronda                  | Sloane Stephens [PR]                 | Ashleigh Barty                      | 6-2, 6-4                            |
| Individual femenino - Tercera ronda                  | Garbiñe Muguruza [3]                 | Magdaléna Rybáriková [31]           | 6-1, 6-1                            |
| Individual masculino - Tercera ronda                 | Sam Querrey [17]                     | Radu Albot [Q]                      | 4-6, 6-2, 6-4, 6-4                  |
| Partidos en Grandstand                               |                                      |                                     |                                     |
| Evento                                               | Ganador                              | Perdedor                            | Marcador                            |
| Individual masculino - Tercera ronda                 | Diego Schwartzman [29]               | Marin Čilić [5]                     | 4-6, 7-5, 7-5, 6-4                  |
| Individual masculino - Tercera ronda                 | Kevin Anderson [28]                  | Borna Ćorić                         | 6-4, 6-3, 6-2                       |
| Dobles femenino - Primera ronda                      | Yung-Jan Chan [2] Martina Hingis [2] | Yulia Putintseva Arina Rodionova    | 6-2, 6-2                            |
| Individual femenino - Tercera ronda                  | Anastasija Sevastova [16]            | Donna Vekić                         | 6-2, 6-3                            |
| Fondo de color indica un partido de la rama femenina |                                      |                                     |                                     |

### Día 6 (2 de septiembre)
- Cabezas de serie eliminados:
  - Individual masculino:  Roberto Bautista [11],   Gaël Monfils [18],  Adrian Mannarino [30],  Feliciano López [31]
  - Individual femenino:  Agnieszka Radwańska [10],  Jeļena Ostapenko [12],  Yelena Vesnina [17],  Shuai Zhang [27]
  - Dobles masculino: No hubo
  - Dobles femenino:  Ashleigh Barty /  Casey Dellacqua [6],  Nao Hibino /  Alicja Rosolska [16]
  - Dobles mixto: No hubo
- Orden de juego

| Partidos en las canchas principales                  | Partidos en las canchas principales                                  | Partidos en las canchas principales                                  | Partidos en las canchas principales             |
| Partidos en el Arthur Ashe Stadium                   | Partidos en el Arthur Ashe Stadium                                   | Partidos en el Arthur Ashe Stadium                                   | Partidos en el Arthur Ashe Stadium              |
| Evento                                               | Ganador                                                              | Perdedor                                                             | Marcador                                        |
| ---------------------------------------------------- | -------------------------------------------------------------------- | -------------------------------------------------------------------- | ----------------------------------------------- |
| Individual femenino - Tercera ronda                  | Karolína Plíšková [1]                                                | Shuai Zhang [27]                                                     | 3-6, 7-5, 6-4                                   |
| Individual femenino - Tercera ronda                  | Coco Vandeweghe [20]                                                 | Agnieszka Radwańska [10]                                             | 7-5, 4-6, 6-4                                   |
| Individual masculino - Tercera ronda                 | Rafael Nadal [1]                                                     | Leonardo Mayer [LL]                                                  | 6-7(3-7), 6-3, 6-1, 6-4                         |
| Individual masculino - Tercera ronda                 | Roger Federer [3]                                                    | Feliciano López [31]                                                 | 6-3, 6-3, 7-5                                   |
| Individual femenino - Tercera ronda                  | Madison Keys [15]                                                    | Yelena Vesnina [17]                                                  | 2-6, 6-4, 6-1                                   |
| Partidos en el Louis Armstrong Stadium               |                                                                      |                                                                      |                                                 |
| Evento                                               | Ganador                                                              | Perdedor                                                             | Marcador                                        |
| Individual masculino - Tercera ronda                 | Dominic Thiem [6]                                                    | Adrian Mannarino [30]                                                | 7-5, 6-3, 6-4                                   |
| Individual femenino - Tercera ronda                  | Daria Kasátkina                                                      | Jeļena Ostapenko [12]                                                | 6-3, 6-2                                        |
| Individual masculino - Tercera ronda                 | David Goffin [9]                                                     | Gaël Monfils [18]                                                    | 7-5, 5-1, ret.                                  |
| Dobles masculino - Segunda ronda                     | Jérémy Chardy / Fabrice Martin vs. Taylor Fritz / Reilly Opelka [WC] | Jérémy Chardy / Fabrice Martin vs. Taylor Fritz / Reilly Opelka [WC] | 6-2, 6-7(3-7) • Suspendido a causa de la lluvia |
| Partidos en Grandstand                               |                                                                      |                                                                      |                                                 |
| Evento                                               | Ganador                                                              | Perdedor                                                             | Marcador                                        |
| Individual masculino - Tercera ronda                 | Alexandr Dolgopolov                                                  | Viktor Troicki                                                       | 6-1, 6-0, 6-4                                   |
| Individual masculino - Tercera ronda                 | Juan Martín del Potro [24]                                           | Roberto Bautista [11]                                                | 6-3, 6-3, 6-4                                   |
| Individual femenino - Tercera ronda                  | Elina Svitolina [4]                                                  | Shelby Rogers                                                        | 6-4, 7-5                                        |
| Dobles masculino - Segunda ronda                     | Bob Bryan [5] Mike Bryan [5]                                         | Nick Kyrgios Matt Reid                                               | 6-1, 6-1                                        |
| Fondo de color indica un partido de la rama femenina |                                                                      |                                                                      |                                                 |

### Día 7 (3 de septiembre)
- Cabezas de serie eliminados:
  - Individual masculino:  Lucas Pouille [16],  Mischa Zverev [23]
  - Individual femenino:  Garbiñe Muguruza [3],  Julia Goerges [30]
  - Dobles masculino:  Ivan Dodig /  Marcel Granollers [6],  Julio Peralta /  Horacio Zeballos [14]
  - Dobles femenino:  Kristina Mladenovic /  Anastasiya Pavliuchenkova [13]
  - Dobles mixto: No hubo
- Orden de juego

| Partidos en las canchas principales                  | Partidos en las canchas principales | Partidos en las canchas principales  | Partidos en las canchas principales                                        |
| Partidos en el Arthur Ashe Stadium                   | Partidos en el Arthur Ashe Stadium  | Partidos en el Arthur Ashe Stadium   | Partidos en el Arthur Ashe Stadium                                         |
| Evento                                               | Ganador                             | Perdedor                             | Marcador                                                                   |
| ---------------------------------------------------- | ----------------------------------- | ------------------------------------ | -------------------------------------------------------------------------- |
| Individual masculino - Cuarta ronda                  | Pablo Carreño [12]                  | Denis Shapovalov [Q]                 | 7-6(7-2), 7-6(7-4), 7-6(7-3)                                               |
| Individual femenino - Cuarta ronda                   | Anastasija Sevastova [16]           | María Sharápova [WC]                 | 5-7, 6-4, 6-2                                                              |
| Individual femenino - Cuarta ronda                   | Venus Williams [9]                  | Carla Suárez                         | 6-3, 3-6, 6-1                                                              |
| Individual femenino - Cuarta ronda                   | Petra Kvitová [13]                  | Garbiñe Muguruza [3]                 | 7-6(7-3), 6-3                                                              |
| Individual masculino - Cuarta ronda                  | Sam Querrey [17]                    | Mischa Zverev [23]                   | 6-2, 6-2, 6-1                                                              |
| Partidos en el Louis Armstrong Stadium               |                                     |                                      |                                                                            |
| Evento                                               | Ganador                             | Perdedor                             | Marcador                                                                   |
| Dobles masculino - Segunda ronda                     | Jérémy Chardy Fabrice Martin        | Taylor Fritz [WC] Reilly Opelka [WC] | 6-2, 6-7(3-7), 7-6(7-5) • Reanudado tras el 6-2, 6-7(3-7) del día anterior |
| Individual femenino - Cuarta ronda                   | Sloane Stephens [PR]                | Julia Goerges [30]                   | 6-3, 3-6, 6-1                                                              |
| Individual masculino - Cuarta ronda                  | Kevin Anderson [28]                 | Paolo Lorenzi                        | 6-4, 6-3, 6-7(4-7), 6-4                                                    |
| Partidos en Grandstand                               |                                     |                                      |                                                                            |
| Evento                                               | Ganador                             | Perdedor                             | Marcador                                                                   |
| Dobles masculino - Segunda ronda                     | Henri Kontinen [1] John Peers [1]   | Mikhail Elgin Daniil Medvédev        | 7-6(7-3), 6-4                                                              |
| Individual masculino - Cuarta ronda                  | Diego Schwartzman [29]              | Lucas Pouille [16]                   | 7-6(7-3), 7-5, 2-6, 6-2                                                    |
| Dobles femenino - Tercera ronda                      | Sania Mirza [4] Shuai Peng [4]      | Sorana Cîrstea Sara Sorribes         | 6-2, 3-6, 7-6(7-2)                                                         |
| Dobles mixto - Segunda ronda                         | Anastasia Rodionova Oliver Marach   | Jeļena Ostapenko Fabrice Martin      | 6-4, 6-2                                                                   |
| Fondo de color indica un partido de la rama femenina |                                     |                                      |                                                                            |

### Día 8 (4 de septiembre)
- Cabezas de serie eliminados:
  - Individual masculino:  Dominic Thiem [6],  David Goffin [9],  Philipp Kohlschreiber [33]
  - Individual femenino:  Elina Svitolina [4]
  - Dobles masculino:  Oliver Marach /  Mate Pavić [9]
  - Dobles femenino:  Yekaterina Makarova /  Yelena Vesnina [1],  Kiki Bertens /  Johanna Larsson [11],  Su-Wei Hsieh /  Monica Niculescu [12]
  - Dobles mixto:  Gabriela Dabrowski /  Rohan Bopanna [7]
- Orden de juego

| Partidos en las canchas principales                  | Partidos en las canchas principales | Partidos en las canchas principales | Partidos en las canchas principales |
| Partidos en el Arthur Ashe Stadium                   | Partidos en el Arthur Ashe Stadium  | Partidos en el Arthur Ashe Stadium  | Partidos en el Arthur Ashe Stadium  |
| Evento                                               | Ganador                             | Perdedor                            | Marcador                            |
| ---------------------------------------------------- | ----------------------------------- | ----------------------------------- | ----------------------------------- |
| Individual femenino - Cuarta ronda                   | Karolína Plíšková [1]               | Jennifer Brady                      | 6-1, 6-0                            |
| Individual masculino - Cuarta ronda                  | Rafael Nadal [1]                    | Alexandr Dolgopolov                 | 6-2, 6-4, 6-1                       |
| Individual femenino - Cuarta ronda                   | Coco Vandeweghe [20]                | Lucie Šafářová                      | 6-4, 7-6(7-2)                       |
| Individual masculino - Cuarta ronda                  | Roger Federer [3]                   | Philipp Kohlschreiber [33]          | 6-4, 6-2, 7-5                       |
| Individual femenino - Cuarta ronda                   | Madison Keys [15]                   | Elina Svitolina [4]                 | 7-6(7-2), 1-6, 6-4                  |
| Partidos en el Louis Armstrong Stadium               |                                     |                                     |                                     |
| Evento                                               | Ganador                             | Perdedor                            | Marcador                            |
| Dobles masculino - Tercera ronda                     | Robin Haase Matwé Middelkoop        | Steve Darcis Dudi Sela              | 7-6(7-2), 6-3                       |
| Individual masculino - Cuarta ronda                  | Andréi Rubliov                      | David Goffin [9]                    | 7-5, 7-6(7-5), 6-3                  |
| Individual femenino - Cuarta ronda                   | Kaia Kanepi [Q]                     | Daria Kasátkina                     | 6-4, 6-4                            |
| Dobles masculino - Tercera ronda                     | Jamie Murray [4] Bruno Soares [4]   | Robert Lindstedt Jordan Thompson    | 6-3, 6-4                            |
| Partidos en Grandstand                               |                                     |                                     |                                     |
| Evento                                               | Ganador                             | Perdedor                            | Marcador                            |
| Dobles masculino - Tercera ronda                     | Henri Kontinen [1] John Peers [1]   | Juan Sebastián Cabal Leonardo Mayer | 6-3, 6-4                            |
| Dobles masculino - Tercera ronda                     | Bob Bryan [5] Mike Bryan [5]        | Oliver Marach [9] Mate Pavić [9]    | 4-6, 6-3, 6-4                       |
| Individual masculino - Cuarta ronda                  | Juan Martín del Potro [24]          | Dominic Thiem [6]                   | 1-6, 2-6, 6-1, 7-6(7-1), 6-4        |
| Fondo de color indica un partido de la rama femenina |                                     |                                     |                                     |

### Día 9 (5 de septiembre)
- Cabezas de serie eliminados:
  - Individual masculino:  Diego Schwartzman [29]
  - Individual femenino:  Petra Kvitová [13],  Anastasija Sevastova [16]
  - Dobles masculino:  Jamie Murray /  Bruno Soares [4]
  - Dobles femenino:  Andreja Klepač /  María José Martínez [14]
  - Dobles mixto:  Tímea Babos /  Bruno Soares [4],  Lucie Hradecká /  Marcin Matkowski [8]
- Orden de juego

| Partidos en las canchas principales                  | Partidos en las canchas principales       | Partidos en las canchas principales          | Partidos en las canchas principales |
| Partidos en el Arthur Ashe Stadium                   | Partidos en el Arthur Ashe Stadium        | Partidos en el Arthur Ashe Stadium           | Partidos en el Arthur Ashe Stadium  |
| Evento                                               | Ganador                                   | Perdedor                                     | Marcador                            |
| ---------------------------------------------------- | ----------------------------------------- | -------------------------------------------- | ----------------------------------- |
| Individual masculino - Cuartos de final              | Pablo Carreño [12]                        | Diego Schwartzman [29]                       | 6-4, 6-4, 6-2                       |
| Individual femenino - Cuartos de final               | Sloane Stephens [PR]                      | Anastasija Sevastova [16]                    | 6-3, 3-6, 7-6(7-4)                  |
| Individual femenino - Cuartos de final               | Venus Williams [9]                        | Petra Kvitová [13]                           | 6-3, 3-6, 7-6(7-2)                  |
| Individual masculino - Cuartos de final              | Kevin Anderson [28]                       | Sam Querrey [17]                             | 7-6(7-5), 6-7(9-11), 6-3, 7-6(9-7)  |
| Partidos en el Louis Armstrong Stadium               |                                           |                                              |                                     |
| Evento                                               | Ganador                                   | Perdedor                                     | Marcador                            |
| Dobles masculino - Cuartos de final                  | Henri Kontinen [1] John Peers [1]         | Nicholas Monroe John-Patrick Smith           | 6-3, 6-4                            |
| Dobles masculino - Cuartos de final                  | Feliciano López [11] Marc López [11]      | Robin Haase Matwé Middelkoop                 | 6-4, 7-5                            |
| Dobles mixto - Cuartos de final                      | Anastasia Rodionova Oliver Marach         | Lucie Hradecká [8] Marcin Matkowski [8]      | 5-7, 6-4, [10-8]                    |
| Dobles mixto - Cuartos de final                      | Martina Hingis [1] Jamie Murray [1]       | Abigail Spears Juan Sebastián Cabal          | 6-3, 2-6, [10-8]                    |
| Partidos en Grandstand                               |                                           |                                              |                                     |
| Evento                                               | Ganador                                   | Perdedor                                     | Marcador                            |
| Dobles femenino - Cuartos de final                   | Lucie Hradecká [7] Kateřina Siniaková [7] | Andreja Klepač [14] María José Martínez [14] | 7-6(7-2), 6-3                       |
| Dobles masculino - Cuartos de final                  | Jean-Julien Rojer [12] Horia Tecău [12]   | Jamie Murray [4] Bruno Soares [4]            | 6-1, 6-2                            |
| Dobles masculino - Cuartos de final                  | Bob Bryan [5] Mike Bryan [5]              | Julien Benneteau Édouard Roger-Vasselin      | 6-3, 7-5                            |
| Dobles mixto - Cuartos de final                      | Coco Vandeweghe Horia Tecău               | Tímea Babos [4] Bruno Soares [4]             | 4-6, 6-1, [10-8]                    |
| Fondo de color indica un partido de la rama femenina |                                           |                                              |                                     |

### Día 10 (6 de septiembre)
- Cabezas de serie eliminados:
  - Individual masculino:  Roger Federer [3]
  - Individual femenino:  Karolína Plíšková [1]
  - Dobles femenino:  Gabriela Dabrowski /  Xu Yifan [9]
- Orden de juego

| Partidos en las canchas principales                  | Partidos en las canchas principales     | Partidos en las canchas principales | Partidos en las canchas principales |
| Partidos en el Arthur Ashe Stadium                   | Partidos en el Arthur Ashe Stadium      | Partidos en el Arthur Ashe Stadium  | Partidos en el Arthur Ashe Stadium  |
| Evento                                               | Ganador                                 | Perdedor                            | Marcador                            |
| ---------------------------------------------------- | --------------------------------------- | ----------------------------------- | ----------------------------------- |
| Individual femenino - Cuartos de final               | Coco Vandeweghe [20]                    | Karolína Plíšková [1]               | 7-6(4), 6-3                         |
| Individual masculino - Cuartos de final              | Rafael Nadal [1]                        | Andréi Rubliov                      | 6-1, 6-2, 6-2                       |
| Dobles femenino - Cuartos de final                   | Lucie Šafářová [3] Barbora Strýcová [3] | Gabriela Dabrowski [9] Xu Yifan [9] | 6-3, 2-6, 6-4                       |
| Individual femenino - Cuartos de final               | Madison Keys [15]                       | Kaia Kanepi [Q]                     | 6-3, 6-3                            |
| Individual masculino - Cuartos de final              | Juan Martín del Potro [24]              | Roger Federer [3]                   | 7-5, 3-6, 7-6(8), 6-4               |
| Fondo de color indica un partido de la rama femenina |                                         |                                     |                                     |

### Día 11 (7 de septiembre)
- Cabezas de serie eliminados:
  - Individual femenino:  Venus Williams [9],  Coco Vandeweghe [20]
  - Dobles masculino:  Henri Kontinen [1] /  John Peers [1],  Bob Bryan /  Mike Bryan [5]
  - Dobles femenino:  Tímea Babos /  Andrea Hlaváčková [5]
- Orden de juego

| Partidos en las canchas principales                  | Partidos en las canchas principales     | Partidos en las canchas principales   | Partidos en las canchas principales |
| Partidos en el Arthur Ashe Stadium                   | Partidos en el Arthur Ashe Stadium      | Partidos en el Arthur Ashe Stadium    | Partidos en el Arthur Ashe Stadium  |
| Evento                                               | Ganador                                 | Perdedor                              | Marcador                            |
| ---------------------------------------------------- | --------------------------------------- | ------------------------------------- | ----------------------------------- |
| Individual femenino - Semifinales                    | Sloane Stephens [PR]                    | Venus Williams [9]                    | 6-1, 0-6, 7-5                       |
| Individual femenino - Semifinales                    | Madison Keys [15]                       | Coco Vandeweghe [20]                  | 6-1, 6-2                            |
| Partidos en el Louis Armstrong Stadium               |                                         |                                       |                                     |
| Evento                                               | Ganador                                 | Perdedor                              | Marcador                            |
| Dobles masculino - Semifinales                       | Jean-Julien Rojer [12] Horia Tecău [12] | Henri Kontinen [1] John Peers [1]     | 1-6, 7-6(5), 7-5                    |
| Dobles masculino - Semifinales                       | Feliciano López [11] Marc López [11]    | Bob Bryan [5] Mike Bryan [5]          | 3-6, 6-3, 6-4                       |
| Partidos en Grandstand                               |                                         |                                       |                                     |
| Evento                                               | Ganador                                 | Perdedor                              | Marcador                            |
| Dobles femenino - Cuartos de final                   | Sania Mirza [4] Shuai Peng [4]          | Tímea Babos [5] Andrea Hlaváčková [5] | 7-6(5), 6-4                         |
| Dobles femenino - Cuartos de final                   | Yung-Jan Chan [2] Martina Hingis [2]    | Hao-Ching Chan Zhang Shuai            | 6-2, 6-2                            |
| Fondo de color indica un partido de la rama femenina |                                         |                                       |                                     |

### Día 12 (8 de septiembre)
- Cabezas de serie eliminados:
  - Individual masculino:  Pablo Carreño [12],  Juan Martín del Potro [24]
  - Dobles masculino:  Feliciano López /  Marc López [11]
  - Dobles femenino:  Lucie Šafářová /  Barbora Strýcová [3],  Sania Mirza /  Shuai Peng [5]
  - Dobles mixto: No hubo
- Orden de juego

| Partidos en las canchas principales                  | Partidos en las canchas principales       | Partidos en las canchas principales     | Partidos en las canchas principales |
| Partidos en el Arthur Ashe Stadium                   | Partidos en el Arthur Ashe Stadium        | Partidos en el Arthur Ashe Stadium      | Partidos en el Arthur Ashe Stadium  |
| Evento                                               | Ganador                                   | Perdedor                                | Marcador                            |
| ---------------------------------------------------- | ----------------------------------------- | --------------------------------------- | ----------------------------------- |
| Dobles masculino - Final                             | Jean-Julien Rojer [12] Horia Tecău [12]   | Feliciano López [11] Marc López [11]    | 6-4, 6-3                            |
| Individual masculino - Semifinales                   | Kevin Anderson [28]                       | Pablo Carreño [12]                      | 4-6, 7-5, 6-3, 6-4                  |
| Individual masculino - Semifinales                   | Rafael Nadal [1]                          | Juan Martín del Potro [24]              | 4-6, 6-0, 6-3, 6-2                  |
| Partidos en Grandstand                               |                                           |                                         |                                     |
| Evento                                               | Ganador                                   | Perdedor                                | Marcador                            |
| Dobles femenino - Semifinales                        | Yung-Jan Chan [2] Martina Hingis [2]      | Sania Mirza [5] Shuai Peng [5]          | 6-4, 6-4                            |
| Dobles femenino - Semifinales                        | Lucie Hradecká [7] Kateřina Siniaková [7] | Lucie Šafářová [3] Barbora Strýcová [3] | 6-2, 7-5                            |
| Dobles mixto - Semifinales                           | Martina Hingis [1] Jamie Murray [1]       | Coco Vandeweghe Horia Tecău             | 6-4, 7-6(10-8)                      |
| Fondo de color indica un partido de la rama femenina |                                           |                                         |                                     |

### Día 13 (9 de septiembre)
- Cabezas de serie eliminados:
  - Individual femenino:  Madison Keys [15]
  - Dobles mixto:  Hao-Ching Chan /  Michael Venus [3]
- Orden de juego

| Partidos en las canchas principales                  | Partidos en las canchas principales | Partidos en las canchas principales  | Partidos en las canchas principales |
| Partidos en el Arthur Ashe Stadium                   | Partidos en el Arthur Ashe Stadium  | Partidos en el Arthur Ashe Stadium   | Partidos en el Arthur Ashe Stadium  |
| Evento                                               | Ganador                             | Perdedor                             | Marcador                            |
| ---------------------------------------------------- | ----------------------------------- | ------------------------------------ | ----------------------------------- |
| Dobles mixto - Final                                 | Martina Hingis [1] Jamie Murray [1] | Hao-Ching Chan [3] Michael Venus [3] | 6-1, 4-6, [10-8]                    |
| Individual femenino - Final                          | Sloane Stephens [PR]                | Madison Keys [15]                    | 6-3, 6-0                            |
| Fondo de color indica un partido de la rama femenina |                                     |                                      |                                     |

### Día 14 (10 de septiembre)
- Cabezas de serie eliminados:
  - Individual masculino:  Kevin Anderson [28]
  - Dobles femenino:  Lucie Hradecká /  Kateřina Siniaková [7]
- Orden de juego

| Partidos en las canchas principales                  | Partidos en las canchas principales  | Partidos en las canchas principales       | Partidos en las canchas principales |
| Partidos en el Arthur Ashe Stadium                   | Partidos en el Arthur Ashe Stadium   | Partidos en el Arthur Ashe Stadium        | Partidos en el Arthur Ashe Stadium  |
| Evento                                               | Ganador                              | Perdedor                                  | Marcador                            |
| ---------------------------------------------------- | ------------------------------------ | ----------------------------------------- | ----------------------------------- |
| Dobles femenino - Final                              | Yung-Jan Chan [2] Martina Hingis [2] | Lucie Hradecká [7] Kateřina Siniaková [7] | 6-3, 6-2                            |
| Individual masculino - Final                         | Rafael Nadal [1]                     | Kevin Anderson [28]                       | 6-3, 6-3, 6-4                       |
| Fondo de color indica un partido de la rama femenina |                                      |                                           |                                     |

## Cabezas de serie
Los cabezas de serie se basan en los rankings ATP y WTA del 21 de agosto de 2017. La clasificación y los puntos serán del 28 de agosto de 2017.

### Cuadro individual masculino
| N° | Clasif | Jugador               | Puntos | Puntos por defender | Puntos ganados | Nuevos puntos | Ronda hasta la que avanzó en el torneo                   |
| 1  | 1      | Rafael Nadal          | 7645   | 180                 | 2000           | 9465          | Campeón, venció a Kevin Anderson [28]                    |
| 2  | 2      | Andy Murray           | 7150   | 360                 | 0              | 6790          | Baja por lesión antes de la primera ronda.               |
| 3  | 3      | Roger Federer         | 7145   | 0                   | 360            | 7505          | Cuartos de final, perdió ante Juan Martín del Potro [24] |
| 4  | 6      | Alexander Zverev      | 4470   | 45                  | 45             | 4470          | Segunda ronda, perdió ante Borna Ćorić                   |
| 5  | 7      | Marin Čilić           | 4155   | 90                  | 90             | 4155          | Tercera ronda, perdió ante Diego Schwartzman [29]        |
| 6  | 8      | Dominic Thiem         | 4030   | 180                 | 180            | 4030          | Cuarta ronda, perdió ante Juan Martín del Potro [24]     |
| 7  | 9      | Grigor Dimitrov       | 3710   | 180                 | 45             | 3575          | Segunda ronda, perdió ante Andréi Rubliov                |
| 8  | 12     | Jo-Wilfried Tsonga    | 2690   | 360                 | 45             | 2375          | Segunda ronda, perdió ante Denis Shapovalov [Q]          |
| 9  | 14     | David Goffin          | 2525   | 10                  | 180            | 2695          | Cuarta ronda, perdió ante Andréi Rubliov                 |
| 10 | 15     | John Isner            | 2425   | 90                  | 90             | 2425          | Tercera ronda, perdió ante Mischa Zverev [23]            |
| 11 | 13     | Roberto Bautista      | 2525   | 90                  | 90             | 2525          | Tercera ronda, perdió ante Juan Martín del Potro [24]    |
| 12 | 19     | Pablo Carreño         | 2225   | 90                  | 720            | 2855          | Semifinales, perdió ante Kevin Anderson [28]             |
| 13 | 16     | Jack Sock             | 2345   | 180                 | 10             | 2175          | Primera ronda, perdió ante Jordan Thompson               |
| 14 | 17     | Nick Kyrgios          | 2325   | 90                  | 10             | 2245          | Primera ronda, perdió ante John Millman [PR]             |
| 15 | 18     | Tomáš Berdych         | 2310   | 0                   | 45             | 2355          | Segunda ronda, perdió ante Alexandr Dolgopolov           |
| 16 | 20     | Lucas Pouille         | 2210   | 360                 | 180            | 2030          | Cuarta ronda, perdió ante Diego Schwartzman [29]         |
| 17 | 21     | Sam Querrey           | 2095   | 10                  | 360            | 2445          | Cuartos de final, perdió ante Kevin Anderson [28]        |
| 18 | 22     | Gaël Monfils          | 1915   | 720                 | 90             | 1285          | Tercera ronda, perdió ante David Goffin [9]              |
| 19 | 23     | Gilles Müller         | 1885   | 10                  | 45             | 1920          | Segunda ronda, perdió ante Paolo Lorenzi                 |
| 20 | 24     | Albert Ramos          | 1815   | 45                  | 45             | 1815          | Segunda ronda, perdió ante Nicolas Mahut [Q]             |
| 21 | 25     | David Ferrer          | 1695   | 90                  | 10             | 1615          | Primera ronda, perdió ante Mikhail Kukushkin [Q]         |
| 22 | 26     | Fabio Fognini         | 1580   | 45                  | 10             | 1545          | Primera ronda, perdió ante Stefano Travaglia [Q]         |
| 23 | 27     | Mischa Zverev         | 1484   | 70                  | 180            | 1594          | Cuarta ronda, perdió ante Sam Querrey [17]               |
| 24 | 28     | Juan Martín del Potro | 1460   | 360                 | 720            | 1820          | Semifinales, perdió ante Rafael Nadal [1]                |
| 25 | 29     | Karen Jachanov        | 1390   | 70                  | 10             | 1330          | Primera ronda, perdió ante Lu Yen-hsun                   |
| 26 | 30     | Richard Gasquet       | 1390   | 10                  | 10             | 1390          | Primera ronda, perdió ante Leonardo Mayer [LL]           |
| 27 | 31     | Pablo Cuevas          | 1360   | 45                  | 10             | 1325          | Primera ronda, perdió ante Damir Džumhur                 |
| 28 | 32     | Kevin Anderson        | 1360   | 90                  | 1200           | 2470          | Final, perdió ante Rafael Nadal [1]                      |
| 29 | 33     | Diego Schwartzman     | 1280   | 10+90               | 360+45         | 1585          | Cuartos de final, perdió ante Pablo Carreño [12]         |
| 30 | 34     | Adrian Mannarino      | 1255   | 10                  | 90             | 1335          | Tercera ronda, perdió ante Dominic Thiem [6]             |
| 31 | 35     | Feliciano López       | 1250   | 45                  | 90             | 1295          | Tercera ronda, perdió ante Roger Federer [3]             |
| 32 | 36     | Robin Haase           | 1168   | 10+48               | 10+45          | 1165          | Primera ronda, perdió ante Kyle Edmund                   |
| 33 | 37     | Philipp Kohlschreiber | 1135   | 10                  | 180            | 1305          | Cuarta ronda, perdió ante Roger Federer [3]              |

#### Bajas masculinas notables
| Clasif | Jugador        | Puntos | Puntos por defender | Puntos ganados | Nuevos puntos | Motivo                |
| ------ | -------------- | ------ | ------------------- | -------------- | ------------- | --------------------- |
| 2      | Andy Murray    | 7150   | 360                 | 0              | 6790          | Lesión en la cadera.  |
| 4      | Stan Wawrinka  | 5690   | 2000                | 0              | 3690          | Lesión en la rodilla. |
| 5      | Novak Djokovic | 5325   | 1200                | 0              | 4125          | Lesión en el codo.    |
| 10     | Kei Nishikori  | 3195   | 720                 | 0              | 2475          | Lesión en la muñeca.  |
| 11     | Milos Raonic   | 2870   | 45                  | 0              | 2825          | Lesión en la muñeca.  |

### Cuadro individual femenino
| N° | Clasif | Jugadora                  | Puntos | Puntos por defender | Puntos ganados | Nuevos puntos | Ronda hasta la que avanzó en el torneo             |
| 1  | 1      | Karolína Plíšková         | 6390   | 1300                | 430            | 5520          | Cuartos de final, perdió ante Coco Vandeweghe [20] |
| 2  | 2      | Simona Halep              | 6385   | 430                 | 10             | 5965          | Primera ronda, perdió ante María Sharápova [WC]    |
| 3  | 3      | Garbiñe Muguruza          | 5860   | 70                  | 240            | 6030          | Cuarta ronda, perdió ante Petra Kvitová [13]       |
| 4  | 4      | Elina Svitolina           | 5530   | 130                 | 240            | 5640          | Cuarta ronda, perdió ante Madison Keys [15]        |
| 5  | 5      | Caroline Wozniacki        | 5350   | 780                 | 70             | 4640          | Segunda ronda, perdió ante Yekaterina Makarova     |
| 6  | 6      | Angelique Kerber          | 5146   | 2000                | 10             | 3156          | Primera ronda, perdió ante Naomi Osaka             |
| 7  | 7      | Johanna Konta             | 4750   | 240                 | 10             | 4520          | Primera ronda, perdió ante Aleksandra Krunić       |
| 8  | 8      | Svetlana Kuznetsova       | 4410   | 70                  | 70             | 4410          | Segunda ronda, perdió ante Kurumi Nara             |
| 9  | 9      | Venus Williams            | 4216   | 240                 | 780            | 4756          | Semifinales, perdió ante Sloane Stephens [PR]      |
| 10 | 11     | Agnieszka Radwańska       | 3570   | 240                 | 130            | 3460          | Tercera ronda, perdió ante Coco Vandeweghe [20]    |
| 11 | 10     | Dominika Cibulková        | 3830   | 130                 | 70             | 3770          | Segunda ronda, perdió ante Sloane Stephens [PR]    |
| 12 | 12     | Jeļena Ostapenko          | 3382   | 10                  | 130            | 3502          | Tercera ronda, perdió ante Daria Kasátkina         |
| 13 | 14     | Petra Kvitová             | 3120   | 240                 | 430            | 3310          | Cuartos de final, perdió ante Venus Williams [9]   |
| 14 | 13     | Kristina Mladenovic       | 3155   | 70                  | 10             | 3095          | Primera ronda, perdió ante Monica Niculescu        |
| 15 | 16     | Madison Keys              | 2343   | 240                 | 1300           | 3403          | Final, perdió ante Sloane Stephens [PR]            |
| 16 | 17     | Anastasija Sevastova      | 2295   | 430                 | 430            | 2295          | Cuartos de final, perdió ante Sloane Stephens [PR] |
| 17 | 18     | Yelena Vesnina            | 2140   | 130                 | 130            | 2140          | Tercera ronda, perdió ante Madison Keys [15]       |
| 18 | 19     | Caroline Garcia           | 2135   | 130                 | 130            | 2135          | Tercera ronda, perdió ante Petra Kvitová [13]      |
| 19 | 21     | Anastasiya Pavliuchenkova | 2065   | 130                 | 10             | 1945          | Primera ronda, perdió ante Christina McHale        |
| 20 | 22     | Coco Vandeweghe           | 1994   | 10                  | 780            | 2764          | Semifinales, perdió ante Madison Keys [15]         |
| 21 | 23     | Ana Konjuh                | 1805   | 430                 | 10             | 1385          | Primera ronda, perdió ante Ashleigh Barty          |
| 22 | 24     | Shuai Peng                | 1800   | 10                  | 70             | 1860          | Segunda ronda, perdió ante Donna Vekić             |
| 23 | 25     | Barbora Strýcová          | 1725   | 10                  | 70             | 1785          | Segunda ronda, perdió ante Jennifer Brady          |
| 24 | 27     | Kiki Bertens              | 1670   | 10                  | 10             | 1670          | Primera ronda, perdió ante Maria Sakkari           |
| 25 | 20     | Daria Gavrilova           | 2075   | 10                  | 70             | 2135          | Segunda ronda, perdió ante Shelby Rogers           |
| 26 | 29     | Anett Kontaveit           | 1630   | 10                  | 10             | 1630          | Primera ronda, perdió ante Lucie Šafářová          |
| 27 | 26     | Shuai Zhang               | 1685   | 130                 | 130            | 1685          | Tercera ronda, perdió ante Karolína Plíšková [1]   |
| 28 | 30     | Lesia Tsurenko            | 1625   | 240                 | 10             | 1395          | Primera ronda, perdió ante Yanina Wickmayer        |
| 29 | 31     | Mirjana Lučić-Baroni      | 1615   | 70                  | 70             | 1615          | Segunda ronda, perdió ante Carla Suárez            |
| 30 | 33     | Julia Görges              | 1570   | 70                  | 240            | 1740          | Cuarta ronda, perdió ante Sloane Stephens [PR]     |
| 31 | 32     | Magdaléna Rybáriková      | 1577   | 0                   | 130            | 1707          | Tercera ronda, perdió ante Garbiñe Muguruza [3]    |
| 32 | 34     | Lauren Davis              | 1476   | 70                  | 10             | 1416          | Primera ronda, perdió ante Sofia Kenin [WC]        |

#### Bajas femeninas notables
| Clasif | Jugadora         | Puntos | Puntos por defender | Puntos ganados | Nuevos puntos | Motivo                    |
| ------ | ---------------- | ------ | ------------------- | -------------- | ------------- | ------------------------- |
| 15     | Serena Williams  | 2810   | 780                 | 0              | 2030          | Embarazo.                 |
| 28     | Timea Bacsinszky | 1658   | 70                  | 0              | 1588          | Lesiones en muslo y mano. |

## Cabezas de serie dobles
| Jugadores             | Jugadores            | Clasif | N.º |
| --------------------- | -------------------- | ------ | --- |
| Henri Kontinen        | John Peers           | 3      | 1   |
| Łukasz Kubot          | Marcelo Melo         | 7      | 2   |
| Pierre-Hugues Herbert | Nicolas Mahut        | 13     | 3   |
| Jamie Murray          | Bruno Soares         | 13     | 4   |
| Bob Bryan             | Mike Bryan           | 18     | 5   |
| Ivan Dodig            | Marcel Granollers    | 25     | 6   |
| Raven Klaasen         | Rajeev Ram           | 28     | 7   |
| Ryan Harrison         | Michael Venus        | 32     | 8   |
| Oliver Marach         | Mate Pavić           | 35     | 9   |
| Rohan Bopanna         | Pablo Cuevas         | 42     | 10  |
| Feliciano López       | Marc López           | 45     | 11  |
| Jean-Julien Rojer     | Horia Tecău          | 57     | 12  |
| Brian Baker           | Nikola Mektić        | 67     | 13  |
| Julio Peralta         | Horacio Zeballos     | 76     | 14  |
| Santiago González     | Donald Young         | 77     | 15  |
| Samuel Groth          | Aisam-ul-Haq Qureshi | 80     | 16  |

| Jugadoras           | Jugadoras                 | Clasif | N.º |
| ------------------- | ------------------------- | ------ | --- |
| Yekaterina Makarova | Yelena Vesnina            | 6      | 1   |
| Yung-Jan Chan       | Martina Hingis            | 11     | 2   |
| Lucie Šafářová      | Barbora Strýcová          | 12     | 3   |
| Sania Mirza         | Shuai Peng                | 18     | 4   |
| Tímea Babos         | Andrea Hlaváčková         | 26     | 5   |
| Ashleigh Barty      | Casey Dellacqua           | 29     | 6   |
| Lucie Hradecká      | Kateřina Siniaková        | 31     | 7   |
| Anna-Lena Grönefeld | Květa Peschke             | 40     | 8   |
| Gabriela Dabrowski  | Xu Yifan                  | 48     | 9   |
| Abigail Spears      | Katarina Srebotnik        | 49     | 10  |
| Kiki Bertens        | Johanna Larsson           | 55     | 11  |
| Su-Wei Hsieh        | Monica Niculescu          | 60     | 12  |
| Kristina Mladenovic | Anastasiya Pavliuchenkova | 63     | 13  |
| Andreja Klepač      | María José Martínez       | 64     | 14  |
| Makoto Ninomiya     | Renata Voráčová           | 70     | 15  |
| Nao Hibino          | Alicja Rosolska           | 77     | 16  |

### Dobles mixto
| Jugadores          | Jugadores              | Clasif | N.º |
| ------------------ | ---------------------- | ------ | --- |
| Martina Hingis     | Jamie Murray           | 11     | 1   |
| Sania Mirza        | Ivan Dodig             | 19     | 2   |
| Hao-Ching Chan     | Michael Venus          | 24     | 3   |
| Tímea Babos        | Bruno Soares           | 26     | 4   |
| Casey Dellacqua    | Rajeev Ram             | 27     | 5   |
| Andrea Hlaváčková  | Édouard Roger-Vasselin | 38     | 6   |
| Gabriela Dabrowski | Rohan Bopanna          | 39     | 7   |
| Lucie Hradecká     | Marcin Matkowski       | 45     | 8   |

## Invitados
| - Christopher Eubanks - Bjorn Fratangelo - Taylor Fritz - Thai-Son Kwiatkowski - Patrick Kypson - Tommy Paul - Álex de Miñaur - Geoffrey Blancaneaux | - Kayla Day - Sofia Kenin - Ashley Kratzer - Brienne Minor - Taylor Townsend - María Sharápova - Arina Rodionova - Amandine Hesse |

| - William Blumberg / Spencer Papa - Christopher Eubanks / Christian Harrison - Taylor Fritz / Reilly Opelka - Steve Johnson / Tommy Paul - Vasil Kirkov / Danny Thomas - Bradley Klahn / Scott Lipsky - Austin Krajicek / Jackson Withrow | - Kristie Ahn / Irina Falconi - Amanda Anisimova / Emina Bektas - Julia Boserup / Nicole Gibbs - Jacqueline Cako / Sachia Vickery - Kayla Day / Caroline Dolehide - Francesca Di Lorenzo / Allie Kiick - Taylor Johnson / Claire Liu |

### Dobles mixto
- Kristie Ahn /  Tennys Sandgren
- Amanda Anisimova /  Christian Harrison
- Jennifer Brady /  Bjorn Fratangelo
- Liezel Huber /  Danny Thomas
- Sofia Kenin /  Michael Mmoh
- Jamie Loeb /  Mitchell Krueger
- Nicole Melichar /  Jackson Withrow

## Clasificación
Las competiciones clasificatorias tendrán lugar en el Centro Nacional de Tenis USTA Billie Jean King del 22 al 25 de agosto de 2017.
| 1. Maximilian Marterer 2. Denis Shapovalov 3. Radu Albot 4. Václav Šafránek 5. JC Aragone 6. Mikhail Kukushkin 7. Cameron Norrie 8. Stefano Travaglia 9. Cedrik-Marcel Stebe 10. Adrián Menéndez 11. Vincent Millot 12. John-Patrick Smith 13. Evan King 14. Nicolas Mahut 15. Darian King 16. Tim Smyczek | 1. Kaia Kanepi 2. Anna Zaja 3. İpek Soylu 4. Mihaela Buzărnescu 5. Rebecca Peterson 6. Sachia Vickery 7. Danielle Lao 8. Claire Liu 9. Sofya Zhuk 10. Kateryna Kozlova 11. Anna Blinkova 12. Viktória Kužmová 13. Allie Kiick 14. Nicole Gibbs 15. Tereza Martincová 16. Lesley Kerkhove |

## Campeones defensores
| Evento                      | Campeones de 2016                         | Campeones de 2017             |
| --------------------------- | ----------------------------------------- | ----------------------------- |
| Individual masculino        | Stan Wawrinka                             | Rafael Nadal                  |
| Individual femenino         | Angelique Kerber                          | Sloane Stephens               |
| Dobles masculino            | Jamie Murray Bruno Soares                 | Jean-Julien Rojer Horia Tecău |
| Dobles femenino             | Bethanie Mattek-Sands Lucie Šafářová      | Yung-Jan Chan Martina Hingis  |
| Dobles mixto                | Laura Siegemund Mate Pavić                | Martina Hingis Jamie Murray   |
| Individual júnior masculino | Félix Auger-Aliassime                     | Wu Yibing                     |
| Individual júnior femenino  | Kayla Day                                 | Amanda Anisimova              |
| Dobles júnior masculino     | Juan Carlos Aguilar Felipe Meligeni Alves | Hsu Yu-hsiou Wu Yibing        |
| Dobles júnior femenino      | Jada Hart Ena Shibahara                   | Olga Danilović Marta Kostyuk  |

## Campeones

### Sénior

#### Individuales masculino
Rafael Nadal venció a  Kevin Anderson por 6-3, 6-3, 6-4.

#### Individuales femenino
Sloane Stephens venció a  Madison Keys por 6-3, 6-0

#### Dobles masculino
Jean-Julien Rojer /  Horia Tecău vencieron a  Feliciano López /  Marc López por 6-4, 6-3

#### Dobles femenino
Yung-Jan Chan /  Martina Hingis vencieron a  Lucie Hradecká /  Kateřina Siniaková por 6-3, 6-2

#### Dobles mixtos
Martina Hingis /  Jamie Murray vencieron a  Hao-Ching Chan /  Michael Venus por 6-1, 4-6, [10-8]

### Júnior

#### Individuales masculino
Wu Yibing venció a  Axel Geller por 6-4, 6-4

#### Individuales femenino
Amanda Anisimova venció a  Cori Gauff por 6-0, 6-2

#### Dobles masculinos
Hsu Yu-hsiou /  Wu Yibing vencieron a  Toru Horie /  Yuta Shimizu por 6-4, 5-7, [11-9]

#### Dobles femeninos
Olga Danilović /  Marta Kostyuk vencieron a  Lea Bošković /  Wang Xiyu por 6-1, 7-5

### Invitación

#### Dobles masculino
John McEnroe /  Patrick McEnroe vencieron a  Pat Cash /  Henri Leconte por 6-2, 6-4

#### Dobles femenino
Kim Clijsters /  Martina Navratilova vencieron a  Lindsay Davenport /  Mary Joe Fernández por 4-6, 6-2 , [10-4]

### Silla de ruedas

#### Individual masculino
Stéphane Houdet venció a  Alfie Hewett por 6-2, 4-6, 6-3

#### Individual femenino
Yui Kamiji venció a  Diede de Groot por 7-5, 6-2

#### Dobles masculino
Alfie Hewett /  Gordon Reid vencieron a  Stéphane Houdet /  Nicolas Peifer por 7-5, 6-4

#### Dobles femenino
Marjolein Buis /  Diede de Groot vencieron a  Dana Mathewson /  Aniek van Koot por 6-4, 6-3